# Caió
Caió és una vila i un sector de Guinea Bissau, situat a la regió de Cacheu. Té una superfície 664 kilòmetres quadrats. En 2008 comptava amb una població de 14.343 habitants.